# ولم
الوَلْم أو حزام السرج هو قطعة من المعدات المستخدمة لتثبيت السرج في مكانه على فرس أو حيوان آخر.